# Vallei van de Soor
De Vallei van de Soor is een Natura 2000-gebied in Wallonië dat samenvalt met het dal van de Soor, van de bronnen op het plateau van de Hoge Venen tot aan Eupen. Door het grote hoogteverschil heeft het riviertje een snelstromend karakter. Het Natura 2000-gebied is 451 hectare groot. Er komen tien Europees beschermde habitattypen voor en zeven Europees beschermde dier- en plantensoorten. Vrijwel het hele gebied heeft de status van gewestelijk beschermd natuurpark en het is vrijwel volledig in eigendom bij de gewestelijke overheid.

## Habitats
De habitats die het gebied kwalificeren voor Europese bescherming zijn divers. De vallei is omzoomd door interessante hellingbossen,waarin de zuurminnende beukenbossen van het type veldbies-beukenbos goed vertegenwoordigd zijn. Op de relatief armere en vochtige zandgronden komt berken-eikenbos voor. Onder in de vallei en in kwelzones vindt men voedselarme moerassige veenbosjes met zwarte els en veenmossen. Verder zijn er in het gebied kleine arealen beschermde habitats van eiken-haagbeukenbos, gedegradeerd hoogveen en vochtige heide met gewone dophei. De kenmerkende waterhabitats zijn riviertjes met vegetaties van fijne waterranonkel en sterrenkroos.

## Soorten
De kwalificerende soorten voor Europese bescherming zijn vooral bosvogelsoorten. Kenmerkende bossoorten zijn middelste bonte specht, zwarte specht, grijskopspecht, draaihals en ruigpootuil. De aanwezigheid van vier spechtensoorten duidt op de kwaliteit en de gevarieerdheid van het leefgebied. Door deze afwisseling komen loofbossoorten als de zwarte en grijskopspecht en een naaldbossoort als de ruigpootuil samen in dit gebied voor. Een beschermde soort van de meer open landschappen is de grauwe klauwier. Een Europees  beschermd zoogdier is de bever. Daarnaast komt in het gebied een plantensoort voor van de Waalse Rode lijst: zompzegge.